# Pseudobonellia biuterina
Pseudobonellia biuterina är en djurart som tillhör fylumet skedmaskar, och som beskrevs av Johnston, T. Harvey och O.W. Tiegs 1919. Pseudobonellia biuterina ingår i släktet Pseudobonellia och familjen Bonelliidae. Inga underarter finns listade i Catalogue of Life.